# Chi Đậu biếc

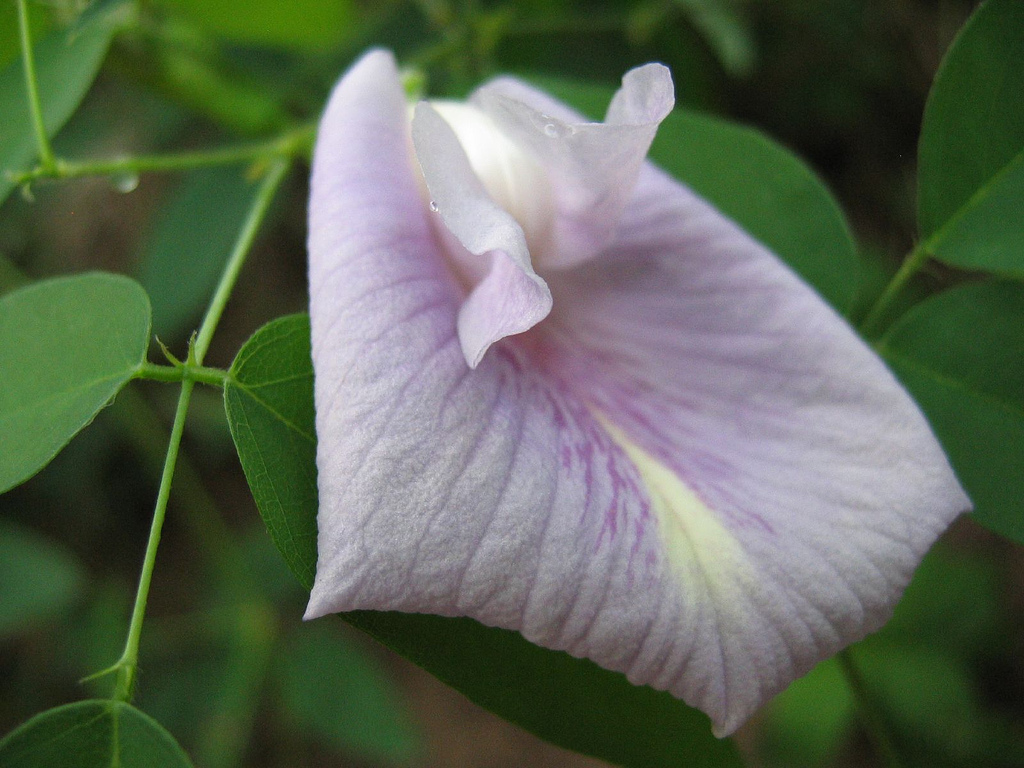
Hoa của loài Clitoria mariana

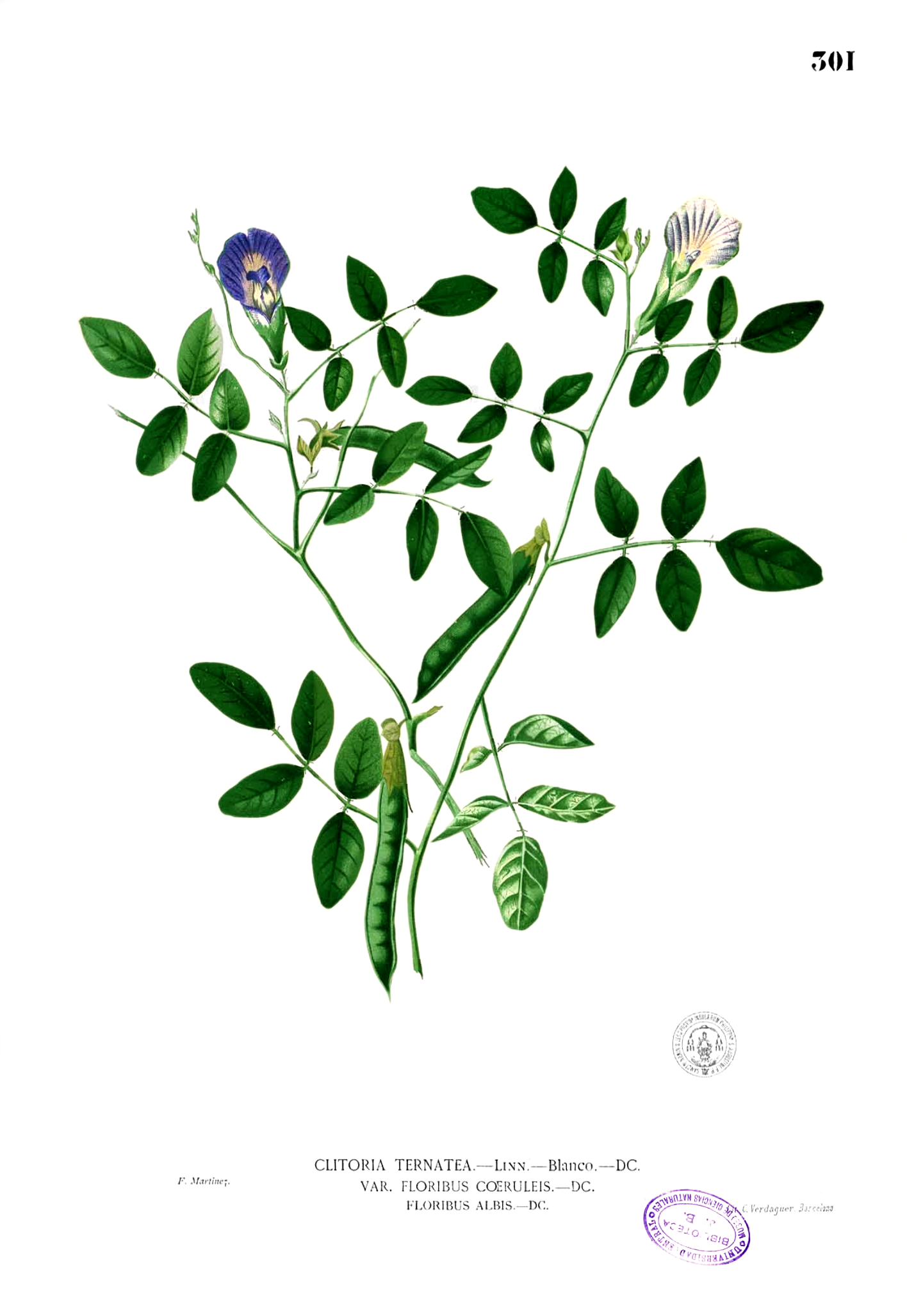
Các giống Clitoria ternatea màu lam và màu trắng

Chi Đậu biếc (danh pháp: Clitoria) là chi thực vật có hoa thuộc họ Đậu.

## Phân bố và sử dụng
Các loài thuộc chi Đậu biếc bản địa của khu vực nhiệt đới với nền nhiệt cao thuộc Tân Thế giới và Cựu thế giới, bao gồm Đông Nam Á, nơi người dân thường lấy hoa làm phẩm nhuộm.
Loài được biết đến nhiều nhất trong chi này là Clitoria ternatea, được dùng làm thuốc đông y và làm thực phẩm. Người Ấn Độ dùng cả rễ cây để chữa bệnh.

## Các loài
- Clitoria albiflora Mattei
- Clitoria amazonum Benth.
- Clitoria andrei Fantz
- Clitoria angustifolia Kunth
- Clitoria annua J. Graham
- Clitoria arborea Benth.
- Clitoria arborescens R. Br.
- Clitoria australis Benth.
- Clitoria biflora Dalziel
- Clitoria brachystegia Benth.
- Clitoria bracteata Poir.
- Clitoria brasiliana L.
- Clitoria cajanifolia (C. Presl) Benth.
- Clitoria capitata Rich.
- Clitoria dendrina Pittier
- Clitoria fairchildiana R. A. Howard
- Clitoria falcata Lam.
- Clitoria fragrans Small
- Clitoria glycinoides DC.
- Clitoria guianensis (Aubl.) Benth.
- Clitoria heterophylla Lam.
  - Clitoria heterophylla var. heterophylla
  - Clitoria heterophylla var. pedunculata (Bojer ex Benth.) Fantz
- Clitoria javitensis subsp. javitensis
- Clitoria laurifolia Poir.
- Clitoria linearis Gagnep.
- Clitoria mariana L.
- Clitoria mearnsii De Wild.
- Clitoria mexicana Link
- Clitoria moyobambensis Fantz
- Clitoria nana Benth.
- Clitoria pedunculata Bojer ex Benth.
- Clitoria pinnata (Pers.) R. H. Sm. & G. P. Lewis
- Clitoria plumieri Turpin ex Pers.
- Clitoria polyphylla Poir.
- Clitoria racemosa G. Don
- Clitoria racemosa Benth.
- Clitoria rubiginosa Pers.
- Clitoria sagotii Fantz
- Clitoria schiedeana Schltdl.
- Clitoria stipularis Benth.
- Clitoria tanganicensis Micheli
- Clitoria ternatea L.: Đậu biếc
- Clitoria virginiana L.
- Clitoria woytkowskii Fantz
- Clitoria zanzibarensis Vatke

## Hình ảnh

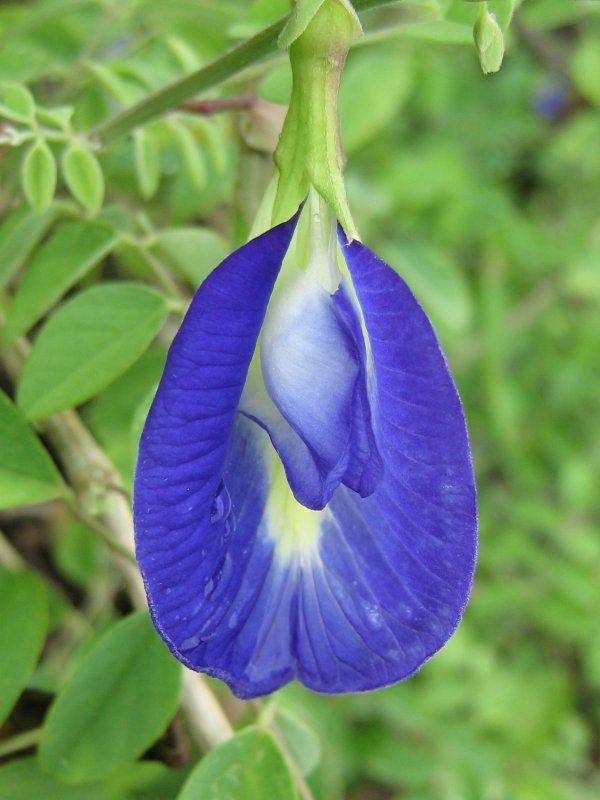